# Distrito de Setúbal
El distrito de Setúbal es uno de los dieciocho distritos que, junto con Madeira y Azores, forman Portugal. Con capital en la ciudad homónima, limita al norte con Lisboa, y Santarém, al este con Évora, al sureste con Beja y al oeste con el océano Atlántico.
Está dividido entre las provincias tradicionales de Estremadura y Baixo Alentejo. Área: 5209,81 km² (8.º mayor distrito portugués). Población residente (2011): 851 258 habs. (3.º distrito portugués más poblado). Densidad de población: 163,4 hab./km².

## Subdivisiones
El distrito de Setúbal se subdivide en los siguientes 13 municipios:
- Alcácer do Sal
- Alcochete
- Almada
- Barreiro
- Grândola
- Moita
- Montijo
- Palmela
- Santiago do Cacém
- Seixal
- Sesimbra
- Setúbal
- Sines